# Waldemar Birgersson

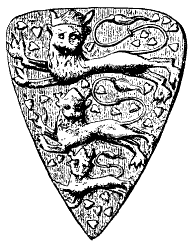
Pieczęć Waldemara Birgerssona

Waldemar Birgersson (szw. Valdemar Birgersson), (ur. 1237–1240, zm. 26 grudnia 1302 w Nyköping) – król Szwecji w latach 1250–1275, pierwszy władca szwedzki z dynastii Folkungów (Folkungaätten) panującej w Szwecji do 1364.
Waldemar był synem potężnego jarla Birgera Magnussona oraz Ingeborgi (zm. 1254), siostry króla Szwecji Eryka XI z rodu Erykidów.
W czasie drugiego panowania króla Eryka XI (panował w latach 1222–1229 oraz, ponownie, w latach 1234–1250) ojciec Waldemara był najpotężniejszym możnym, który praktycznie przejął faktyczną władzę w kraju, wcześniej rozdartym z powodu walk domowych pomiędzy władcami z rodu Erykidów i Swerkerydów. Birger, który przyjął tytuł jarla Szwecji, w imieniu Eryka XI wzmocnił władzę centralną, a jego czołową pozycję podkreśliło zaślubienie królewskiej siostry Ingeborgi; miało to miejsce w 1236. Król Eryk XI zmarł bezpotomnie 2 lutego 1250; krótko po tej dacie jarl Birger – nie napotkawszy sprzeciwu ze strony innych możnych – za pozwoleniem Kościoła przeprowadził wybór syna na króla Szwecji. Wobec młodego wieku Waldemar nie został dopuszczony do samodzielnych rządów, a regencję w jego imieniu sprawował ojciec, noszący tytuł jarla Szwecji. Rządy regencyjne Birgera trwały aż do jego śmierci w 1266.
Lata rządów Eryka XI i Waldemara zakończyły trwający kilkadziesiąt lat okres bratobójczych walk o koronę królewską pomiędzy dwoma rodami: Swerkerydów (potomków króla Swerkera I) oraz Erykidów (potomków króla Eryka IX). W okresie pokoju mogła rozwijać się gospodarka, zwłaszcza dzięki układowi podpisanemu w 1251 z Hanzą, związkiem handlowym skupiającym głównie miasta północnoniemieckie. Według postanowień tego układu osiedlający się w Szwecji kupcy z Lubeki – najważniejszego hanzeatyckiego miasta – mieli być poddani prawu szwedzkiemu i uznawani za szwedzkich poddanych. Imigracja niemieckich kupców, początkowo skierowana na południe kraju, w okolice miasta Kalmar, najsilniej zaznaczyła się w środkowej Szwecji, dzięki czemu nastąpił gospodarczy rozwój tej części kraju. Napływ niemieckich kupców wiązał się też z założeniem Sztokholmu. W 1251 lub 1252 jarl Birger wzniósł twierdzę nazwaną Trzy Korony (Tre Kronor); nazwa ta miała upamiętniać trzy złote korony umieszczone na szczycie środkowej wieży zamku. Wkład Niemców w założenie Sztokholmu był znaczny. Przede wszystkim osiedlali się w nim kupcy i rzemieślnicy, których jarl starał się przyciągać by korzystać z ich bogactwa i doświadczenia handlowego i technicznego.
Po śmierci ojca (1266) Waldemar stanął przed ciężką próbą prowadzenia samodzielnych rządów, której nie podołał. Problemem okazały się ambicje jego młodszych braci: Magnusa I Ladalusa i Eryka, którzy jeszcze za życia ojca otrzymali we władanie własne dzielnice: Magnus był księciem Södermanlandu, a Eryk księciem Smalandii. Wysiłki Waldemara by podporządkować sobie braci i ich ziemie okazały się bezowocne, zaś bracia zawiązali sojusz między sobą i podnieśli jawny bunt przeciwko królowi. Szwecję znów objęły walki domowe, trwające do 1275, kiedy to w rozstrzygającej bitwie pod Hova Waldemar został pokonany i musiał oddać tron bratu Magnusowi. Dopiero po upływie kolejnych 5 lat Waldemar oficjalnie zrzekł się wszelkich pretensji do korony królewskiej, zadowalając się tytułem księcia Götalandu.
Łagodny charakter Waldemara i brak wyższych aspiracji uchronił go przed śmiercią z rąk braci, co było powszechną praktyką usuwania rywali w średniowiecznej Skandynawii; zmarł 26 grudnia 1302 w zamku Nyköping.

## Rodzina
Król Waldemar był żonaty z księżniczką duńską Zofią, córką króla Danii Eryka IV zwanym „Denarem od Pługa”. Ślub miał miejsce w 1260, jednak małżeństwo nie było udane i małżonkowie się rozstali. Zofia umarła w 1286. Kolejną żoną króla była Ludgarda, której pochodzenie nie jest znane.
Wszystkie dzieci Waldemara pochodziły z jego małżeństwa z Zofią:
- Ingeborga – jej mężem był hrabia Holsztynu Gerhard II (zm. 1312), Ingeborga zm. ok. 1293,
- Eryk – żył w latach 1271/1272 – 1330/1331,
- Rycheza (Rixa) – poślubiła (jako druga żona) księcia wielkopolskiego Przemysła II (późniejszego króla Polski). Małżeństwo to z uwagi na brak większych kontaktów Wielkopolski ze Szwecją zostało zawarte najpewniej dzięki pośrednictwu dynastii askańskiej, z której pochodziła matka Zofii duńskiej. Ślub per procura odbył się w Nyköping 11 października 1285.
- Marina – poślubiła Rudolfa II von Diepholz (zm. 1303)
- Małgorzata – mniszka.